# Seznam osebnosti iz Občine Grad
Seznam osebnosti iz občine Grad vsebuje osebnosti, ki so se rodile, delovale ali umrle v občini Grad.

## Do 19. stoletja
- Mihael Gaber (1753, Dolnji slaveči – 13. 9. 1815, Martjanci), rimskokatoliški duhovnik. Edini mecen Mikloša Küzmiča iz domačega kraja. Prispeval k nastajanju prekmurskega knjižnega jezika.
- Juri Küzmič (14. 12. 1752, Dolnji Slaveči – 27. 2. 1810, Števanovci), rimskokatoliški duhovnik in dekan Őrséga.
- Mikloš Küzmič (ok. 15. 9. 1737, Dolnji Slaveči – 11. 4. 1804, Kančevci), rimskokatoliški duhovnik, pisatelj, prevajalec, narodni buditelj in dekan Slovenske okrogline. V njegovi rojstni hiši je zasebna kapelica, na njej pa spominska plošča.
- rodbina Szápáry (16. stol.–konca 19. stol.), madžarska plemiška družina. Nekdanji lastniki grada pri Gradu.
- rodbina Széchy (13.–15. stol.), 3 stoletja lastniki gradu pri Gradu, v 16. stoletju širili protestantizem. Njihova grobnica odkrita pod oltarjem Kripte v zaselku Kaniža pri Gradu.
- Széchenyi Tivadar (12. 3. 1837, ? – 17. 6. 1912, Pieštany (Slovaška)), grof Sárvárja in Felsővidéka, kraljev tajni svetovalec, veleposestnik, podpredsednik družbe Južne železnice, častni predsednik Prekmurske hranilnice. Pokopan pri Gradu na Goričkem.

## 19. stoletje
- György Almásy (11. 8. 1867, Grad – 23. 9. 1933, Gradec), aziolog, popotnik, zoolog in etnograf.
- Štefan Slamar (23. 10. 1820, Grad – 15. 2. 1877, Ivanovci), pisatelj in duhovnik.
- Štefan Žemlič (9. 7. 1840, Murska Sobota – 10. 11. 1891, Grad), nabožni pisec in duhovnik.

## 20. in 21. stoletje
- Ferdinand Hartner (1894, Budimpešta – 1975, Argentina), veleposestnik, gerent (župan) Murske Sobote, državni poslanec v Madžarskem parlamentu, predsednik Prekmurske banke. Posvojeni sin Geze Hartnerja, po katerem je podedoval grad pri Gradu.
- Geza Hartner (?), veleposestnik in industrialec. Nekdanji lastnik grada pri Gradu.
- Anton Vratuša (21. 2. 1915, Dolnji Slaveči – 30. 7. 2017, Ljubljana), jezikoslovec, politik, slavist.

Za občino Grad so pomembni templjarji, ki so sezidali grad in gospodarili v času križarskih vojn.